# Featherstone (Staffordshire)
Featherstone es una parroquia civil y un pueblo del distrito de South Staffordshire, en el condado de Staffordshire (Inglaterra).

## Geografía
Según la Oficina Nacional de Estadística británica, Featherstone tiene una superficie de 4,19 km².

## Demografía
Según el censo de 2001, Featherstone tenía 4676 habitantes (56,52% varones, 43,48% mujeres) y una densidad de población de 1115,99 hab/km². El 22,93% eran menores de 16 años, el 73,87% tenían entre 16 y 74, y el 3,21% eran mayores de 74. La media de edad era de 32,94 años. Del total de habitantes con 16 o más años, el 35,54% estaban solteros, el 51,03% casados, y el 13,43% divorciados o viudos.
Según su grupo étnico, el 94,08% de los habitantes eran blancos, el 1,77% mestizos, el 1,9% asiáticos, el 1,65% negros, el 0,19% chinos, y el 0,06% de cualquier otro. La mayor parte (97,5%) eran originarios del Reino Unido. El resto de países europeos englobaban al 0,79% de la población, mientras que el 1,71% había nacido en cualquier otro lugar. El cristianismo era profesado por el 75,83%, el budismo por el 0,28%, el hinduismo por el 0,21%, el judaísmo por el 0,06%, el islam por el 1,09%, el sijismo por el 0,58%, y cualquier otra religión por el 0,13%. El 12,36% no eran religiosos y el 9,45% no marcaron ninguna opción en el censo.
Había 1532 hogares con residentes y 19 vacíos.